# Diocesi di Abernethy

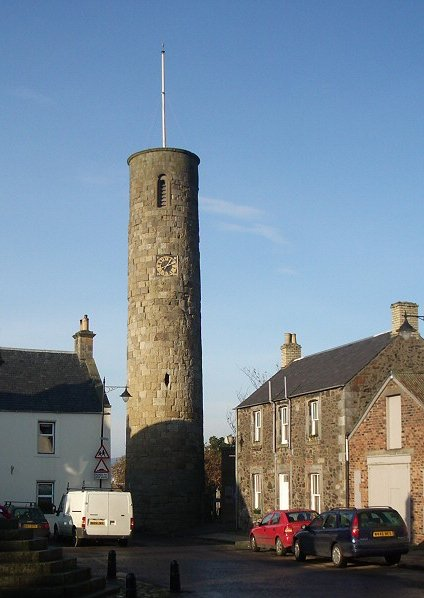
La torre di Abernethy è tutto ciò che resta dell'antica abbazia celtica.

La diocesi di Abernethy (in latino Dioecesis Abernethiensis) è una sede soppressa e sede titolare della Chiesa cattolica.

## Storia
Abernethy, pochi chilometri a sud di Perth in Scozia, fu sede di un'antica diocesi monastica celtica. Agli inizi del V secolo san Ninian, primo vescovo della diocesi di Galloway, evangelizzò la parte meridionale del paese dei Pitti, dove si trovava Abernethy. Furono fondati un monastero e una chiesa abbaziale dedicata a santa Brigida di Kildare, riedificata alla fine del secolo dal re Gartnait, che fece di Abernethy la capitale del suo regno. Nell'865 la diocesi monastica di Abernethy divenne la sede primaziale del regno dei Pitti, sede trasferita nel 908 a Saint Andrews. Da questo momento Abernethy fece parte del territorio della diocesi di Saint Andrews fino alla Riforma.
Dal 1974 Abernethy è annoverata tra le sedi vescovili titolari della Chiesa cattolica; la sede è vacante dall'8 luglio 2025.

## Cronotassi dei vescovi titolari
- Władysław Bobowski † (23 dicembre 1974 - 8 luglio 2025 deceduto)